# Osservatorio astronomico G.V. Schiaparelli
L'osservatorio astronomico G. V. Schiaparelli è un "centro divulgativo popolare di scienze naturali", con sede sulla punta Paradiso (1226 m) del monte Campo dei Fiori in provincia di Varese. L'osservatorio è stato costruito nel 1964 dalla "Società Astronomica G.V. Schiaparelli", fondata da Salvatore Furia nel 1956, ed è stato dedicato all'astronomo italiano Giovanni Virginio Schiaparelli.
L'osservatorio, assieme al Giardino Montano, formano la Cittadella di Scienze della Natura "Salvatore Furia", il cui scopo principale è la divulgazione scientifica al fine di creare "un ponte di comprensione tra la scienza e il popolo". La Cittadella è animata dai volontari dell'associazione, i quali portano avanti le attività di divulgazione e manutenzione delle strutture.

## Storia

Il fondatore dell'osservatorio, Salvatore Furia

La "Società Astronomica G.V. Schiaparelli", inizialmente chiamata "Gruppo astronomi dilettanti", fondata nel 1956 da Salvatore Furia, presentò al comune di Varese un progetto per un osservatorio astronomico e un giardino montano a Campo dei Fiori, dove da qualche anno era stata eretta una capannina. Grazie ad una donazione privata di cinquanta milioni di lire da parte dei coniugi Adele e Chang-Sai Vita, e di 100.000 m² da parte della signora Sofia Stringer Zambeletti, allora proprietaria dei terreni ove oggi sorge l'osservatorio, il 5 febbraio 1963 l'associazione fu rinominata "Società Astronomica G. V. Schiaparelli" e venne avviata la costruzione dell'osservatorio.
Grazie a ulteriori donazioni, nel 1966 viene costruito il "Centro Studi Botanici", poi dedicato a Ruggero Tomaselli, e nel 1973 la "serra fredda sperimentale", non riscaldata e priva di vetri di protezione, che ha lo scopo di ricreare un habitat prealpino per coltivare le specie autoctone e incrementare la biodiversità. Nel 1981, grazie alla donazione di tre sismometri S13, viene iniziata inoltre una ricerca di sismologia in collaborazione con l'INGV.
Nel 1997 è stata avviata la costruzione di una nuova cupola, più piccola di quella già esistente, dedicata alla fotografia astronomica. Nel 2004, grazie ai finanziamenti provenienti dal Comune di Varese, dalla Provincia di Varese, da Regione Lombardia, dalla Fondazione Cariplo, Rotary Varese e The Planetary Society, inizia la costruzione di una nuova cupola, da posizionarsi sul tetto "Centro Studi Botanici", più grande delle due già esistenti, dove alloggiare uno strumento dotato di uno specchio da 84 centimetri di diametro.

## Strumentazione
L'osservatorio è dotato di tre cupole:
- "Cupola Spina-Vita" o "cupola est": del diametro di 6 m, ha ospitato fino al 1985 il telescopio rifrattore Merz-Cooke di 185 mm di apertura f/15 costruito nel 1902 in Germania. Questo è stato quindi sostituito da un riflettore Marcon da 60 cm di diametro, utilizzabile in due configurazioni ottiche: Newton e Cassegrain. In configurazione Newton il telescopio lavora ad una focale di 2783 mm con un rapporto focale f/4,64, mentre in configurazione Cassegrain lavora ad una focale di circa 12 m con un rapporto focale circa f/20. In parallelo al telescopio Marcon sono montati due telescopi secondari: un rifrattore acromatico da 15 cm di apertura f/15 usato come guida per le riprese CCD e il rifrattore Merz-Cooke.
- "Cupola Mascioni" o "cupola ovest", costruita negli anni 1996-1997, ha ospitato fino al 2007 una camera fotografica Celestron Schmidt da 14" di apertura (356 mm) e 600 mm di focale. È stata successivamente sostituita con un telescopio Schmidt-Cassegrain Celestron C14 con un diametro di 356 mm e una focale di 3910 mm. Grazie all'uso di una camera CCD SBIG ST-8XME, anche questa strumentazione è utilizzata, a partire dal 2008, per ricerche di astrometria.
- "Cupola Galileo", o "cupola Galileo", costruita tra il 2004 e il 2006 e di 7,5 m di diametro. All'interno della cupola è attualmente ospitato un telescopio riflettore da 84cm di diametro, utilizzato per l'attività di ricerca scientifica.

## Attività
L'osservatorio è aperto per visite guidate diurne o notturne, feriali e festive. Al suo interno è stato creato un piccolo museo, munito di fotografie e oggetti astronomici.
Lo strumento da 84 cm di diametro della cupola "Galileo" è utilizzato per ricerche di astrometria, in particolare per il monitoraggio di asteroidi NEO e ricerca di comete (mediante una camera CCD SBIG ST-10XME) e spettrometria: al fuoco Cassegrain è montato uno spettrometro echelle per le ricerche di spettrometria e il monitoraggio di alcune stelle, in collaborazione con l'osservatorio astrofisico di Asiago.